# Bundesregierung Schüssel II
Die österreichische Bundesregierung Schüssel II, das zweite Kabinett des Bundeskanzlers Wolfgang Schüssel, wurde nach der Nationalratswahl vom 24. November 2002 als ÖVP-FPÖ-Koalition gebildet (Schwarz-blaue Koalition), wurde mit dem BZÖ fortgesetzt (Schwarz-orange Koalition) und amtierte von ihrer Ernennung durch Bundespräsident Thomas Klestil am 28. Februar 2003 bis zum 11. Jänner 2007. Sie löste das Vorgängerkabinett Schüssel I, ebenfalls eine ÖVP-FPÖ-Koalition, ab.
Nach den Nationalratswahlen 2006, die am 1. Oktober 2006 stattfanden und für die bisherige Regierungskoalition nicht günstig ausgingen, gab die Regierung am 3. Oktober 2006 traditionsgemäß ihren Rücktritt bekannt. Sie wurde von Bundespräsident Heinz Fischer mit der Fortführung der Amtsgeschäfte bis zur Bildung einer neuen Regierung betraut. Nach den Koalitionsverhandlungen wurden die Amtsgeschäfte am 11. Jänner 2007 offiziell an die an diesem Tag ernannte Bundesregierung Gusenbauer, ein SPÖ-ÖVP-Kabinett, übergeben.

## Personalien
| Amt | Foto | Name                                                           | Partei | Partei                            | Staatssekretär                                                                           | Partei      |
| --- | ---- | -------------------------------------------------------------- | ------ | --------------------------------- | ---------------------------------------------------------------------------------------- | ----------- |
| Bundeskanzler                                                                                              |      | Wolfgang Schüssel                                              |        | ÖVP                               | Maria Rauch-Kallat (BM ohne Portefeuille bis 30. April 2003) Franz Morak Karl Schweitzer | ÖVP FPÖ/BZÖ |
| Vizekanzler                                                                                                |      | Herbert Haupt bis 21. Oktober 2003                             |        | FPÖ                               |                                                                                          |             |
| Vizekanzler                                                                                                |      | Hubert Gorbach ab 21. Oktober 2003                             |        | FPÖ                               |                                                                                          |             |
| Vizekanzler                                                                                                | BZÖ  | Hubert Gorbach ab 21. Oktober 2003                             |        |                                   |                                                                                          |             |
| Auswärtige Angelegenheiten                                                                                 |      | Benita Ferrero-Waldner bis 20. Oktober 2004                    |        | ÖVP                               | Hans Winkler                                                                             | Parteilos   |
| Auswärtige Angelegenheiten                                                                                 |      | Ursula Plassnik ab 20. Oktober 2004                            |        | ÖVP                               | Hans Winkler                                                                             | Parteilos   |
| Inneres |      | Ernst Strasser bis 11. Dezember 2004                           |        | ÖVP                               |                                                                                          |             |
| Inneres |      | Günther Platter bis 22. Dezember 2004 (provisorisch)           |        | ÖVP                               |                                                                                          |             |
| Inneres |      | Liese Prokop bis 31. Dezember 2006†                            |        | ÖVP                               |                                                                                          |             |
| Inneres |      | Wolfgang Schüssel ab 31. Dezember 2006 mit der Aufgabe betraut |        | ÖVP                               |                                                                                          |             |
| Justiz |      | Dieter Böhmdorfer bis 24. Juni 2004                            |        | Parteilos (von der FPÖ nominiert) |                                                                                          |             |
| Justiz |      | Karin Miklautsch bzw. Gastinger ab 24. Juni 2004               |        | BZÖ/Parteilos                     |                                                                                          |             |
| Finanzen                                                                                                   |      | Karl-Heinz Grasser                                             |        | Parteilos (von der ÖVP nominiert) | Alfred Finz                                                                              | ÖVP         |
| Wirtschaft und Arbeit                                                                                      |      | Martin Bartenstein                                             |        | ÖVP                               |                                                                                          |             |
| Soziale Sicherheit und Generationen bis 1. Mai 2003 Soziale Sicherheit, Generationen und Konsumentenschutz |      | Herbert Haupt bis 25. Jänner 2005                              |        | FPÖ                               | Ursula Haubner bis 25. Jänner 2005 Sigisbert Dolinschek ab 25. Jänner 2005               | FPÖ/BZÖ     |
| Soziale Sicherheit und Generationen bis 1. Mai 2003 Soziale Sicherheit, Generationen und Konsumentenschutz |      | Ursula Haubner ab 25. Jänner 2005                              |        | FPÖ                               | Ursula Haubner bis 25. Jänner 2005 Sigisbert Dolinschek ab 25. Jänner 2005               | FPÖ/BZÖ     |
| Soziale Sicherheit und Generationen bis 1. Mai 2003 Soziale Sicherheit, Generationen und Konsumentenschutz | BZÖ  | Ursula Haubner ab 25. Jänner 2005                              |        |                                   | Ursula Haubner bis 25. Jänner 2005 Sigisbert Dolinschek ab 25. Jänner 2005               | FPÖ/BZÖ     |
| Land- und Forstwirtschaft, Umwelt und Wasserwirtschaft                                                     |      | Josef Pröll                                                    |        | ÖVP                               |                                                                                          |             |
| Landesverteidigung                                                                                         |      | Günther Platter                                                |        | ÖVP                               |                                                                                          |             |
| Verkehr, Innovation und Technologie                                                                        |      | Hubert Gorbach                                                 |        | FPÖ                               | Helmut Kukacka Eduard Mainoni ab 24. Juni 2004                                           | ÖVP FPÖ/BZÖ |
| Verkehr, Innovation und Technologie                                                                        | BZÖ  | Hubert Gorbach                                                 |        |                                   | Helmut Kukacka Eduard Mainoni ab 24. Juni 2004                                           | ÖVP FPÖ/BZÖ |
| Bildung, Wissenschaft und Kultur                                                                           |      | Elisabeth Gehrer                                               |        | ÖVP                               |                                                                                          |             |
| öffentliche Leistung und Sport am 30. April 2003 aufgelöst                                                 |      | Wolfgang Schüssel                                              |        | ÖVP                               |                                                                                          |             |
| Gesundheit und Frauen ab 1. Mai 2003                                                                       |      | Maria Rauch-Kallat                                             |        | ÖVP                               | Reinhart Waneck bis 24. Juni 2004                                                        | FPÖ         |

## Zur Besetzung
Während das Regierungsteam noch sehr männerdominiert begonnen hatte, erreichte es nach den Umbesetzungen 2006 ein Verhältnis von fünf Ministern zu sechs Ministerinnen bei sieben männlich zu sechs weiblich besetzten Ministerposten. Mit einer Frauenquote von 55 Prozent respektive 45 Prozent war dies zum ersten Mal in der österreichischen Geschichte eine paritätische Besetzung.